# Ruperta Charles
Ruperta Charles (sinh ngày 25 tháng 8 năm 1962) là một vận động viên chạy nước rút Antigua và Barbuda. Bà đã thi đấu ở nội dung 100 mét nữ tại Thế vận hội Mùa hè 1984.